# Megan Leitch
Megan Leitch (* 1965 in Vancouver, British Columbia) ist eine kanadische Filmschauspielerin.
Megan Leitch ist seit 1990 als Schauspielerin in Film und Fernsehen präsent. Ab 1995 spielte sie in vier Folgen „Samantha Mulder“, die Schwester von „Fox Mulder“ in Akte X – Die unheimlichen Fälle des FBI. Es folgten zahlreiche Nebenrollen in TV-Serienepisoden, darunter Stargate Atlantis, Supernatural und Chilling Adventures of Sabrina. 2022 spielte sie „Doreen Lafferty“ in der Miniserie Mord im Auftrag Gottes. Insgesamt wirkte sie in über 50 Produktionen mit.

## Filmografie (Auswahl)
- 1990: Stephen Kings Es (Stephen King’s It, Miniserie, eine Folge)
- 1992: Knight Moves – Ein mörderisches Spiel (Knight Moves)
- 1995–1999: Akte X – Die unheimlichen Fälle des FBI (The X-Files, Fernsehserie, 4 Folgen)
- 1997: Sprung ins Ungewisse (Breaking the Surface: The Greg Louganis Story, Fernsehfilm)
- 1997: Dead Man’s Gun (Fernsehserie, eine Folge)
- 1998: Welcome to Paradox (Fernsehserie, eine Folge)
- 1998: Marys Schweigen (Silencing Mary)
- 1999: Stargate (Fernsehserie, eine Folge)
- 2001–2003: X-Men Evolution – Die Mutanten (X-Men: Evolution, Fernsehserie, 12 Folgen, Stimme)
- 2002: X-Factor: Das Unfassbare (Beyond Belief: Fact or Fiction, Fernsehserie, eine Folge)
- 2003: See Grace Fly
- 2006: Mount Pleasant
- 2006: Stargate Atlantis (Fernsehserie, eine Folge)
- 2009: Supernatural (Fernsehserie, eine Folge)
- 2010: Fringe – Grenzfälle des FBI (Fringe, Fernsehserie, 2 Folgen)
- 2018–2020: Chilling Adventures of Sabrina (Fernsehserie, 3 Folgen)
- 2022: Mord im Auftrag Gottes (Under the Banner of Heaven, Miniserie, 7 Folgen)